# Rex Tillerson
Rex Wayne Tillerson (n. 23 martie 1952, Wichita Falls, Texas,  Statele Unite ale Americii) este inginer civil american și executiv din industria energetică, care a servit ca cel de-al 69-lea Secretar de Stat (echivalentul ministrului de externe) al Statelor Unite ale Americii între 1 februarie 2017 și 31 martie 2018 în timpul administrației celui de-al 45-lea președinte american Donald Trump.
Înaintea numirii sale în administrația Trump, Rex Tillerson a fost președinte și director general al companiei de energie ExxonMobil, poziție deținută între 2006 și 2017.
Tillerson și-a început cariera sa ca inginer de construcții civile cu compania Exxon în 1975, după terminarea facultății cu o diplomă de licențiat în inginerie civilă (în engleză, bachelor in civil engineering), fiind absolvent al en  Universității statului Texas din Austin. În jurul anului 1989, a fost promovat ca director general al centrului de producție al Exxon USA. În 1995, a fost numit președinte al sucursalei Exxon din Yemen (Exxon Yemen Inc.), respectiv al sucursalei Esso Exploration and Production Khorat Inc. În 2006, Tillerson a fost ales președinte  și director general al Exxon, companie aflată atunci pe en  locul 6 în lume după cifra de afaceri. La 1 ianuarie 2017, Tillerson s-a retras efectiv din toate funcțiile sale legate de industria energetică. Este membru plin al Academiei Naționale a Inginerilor din Statele Unite ale Americii (en  National Academy of Engineering).

## Biografie

### Viață timpurie
Tillerson s-a născut pe 23 martie 1952, în orașul Wichita Falls din statul Texas, ca fiu al lui Patty Sue (născută Patton) și Bobby Joe Tillerson, fiind numit după Rex Allen și John Wayne, doi actori faimoși de la Hollywood, „specializați” în westernuri. A crescut în Vernon, Texas; Stillwater,  Oklahoma și Huntsville,  Texas.
Tillerson are două surori, Rae Ann Hamilton, doctor de familie, care locuiește în Abilene, Texas, și Jo Lynn Peters, profesoară de liceu. Tatăl lui Tillerson a fost un conducător cu funcții executive al organizației en  Boy Scouts of America (o organizație similară cu interbelica și apoi reînființata, în 1990, Cercetașii României), ceea ce a făcut ca familia să se mute la Huntsville. Tillerson însuși a fost unul din acei Boy Scouts pentru aproape întreaga sa viață, fiind de rangul en  Eagle Scout.